# Veliki Borak
Veliki Borak (Servisch cyrillisch Велики Борак) is een plaats in de Servische gemeente Barajevo. De plaats telt 1287 inwoners (2002).